# Évolution politique
Évolution politique (en espagnol : Evolución Política abrégé en Evopoli) est un parti politique chilien de centre droit fondé le 12 décembre 2012 par le député d'Araucanie Andrés Molina.

## Histoire
Partie prenante de la coalition de droite Chile Vamos, Évolution politique soutient Sebastián Sichel lors de l'élection présidentielle chilienne de 2021. Pour le second tour, le parti donne son appui au candidat d’extrême droite José Antonio Kast, générant des frictions dans ses rangs et des centaines de départs d'adhérents.

## Représentation

### Députés (2018-2022)
| Nom                         | Photo | Région         | District |
| --------------------------- | ----- | -------------- | -------- |
| Pablo Kast Sommerhoff       |       | Valparaíso     | 6        |
| Sebastián Keitel            |       | Métropolitaine | 9        |
| Luciano Cruz-Coke Carvallo  |       | Métropolitaine | 10       |
| Francisco Undurraga Gazitúa |       | Métropolitaine | 11       |
| Andrés Molina Magofke       |       | Araucanie      | 23       |
| Sebastián Álvarez Ramírez   |       | Araucanie      | 23       |

### Sénateurs
| Nom                    | Photo | Région    | Circonscription |
| ---------------------- | ----- | --------- | --------------- |
| Felipe Kast Sommerhoff |       | Araucanie | 11e             |

## Résultats

### Élections parlementaires
| Année | Députés | Députés | Députés | Sénateurs | Sénateurs | Sénateurs |
| Année | Voix    | %       | Élus    | Voix      | %         | Élus      |
| ----- | ------- | ------- | ------- | --------- | --------- | --------- |
| 2017  | 255 221 | 4,26 %  | 6 / 155 | 67 801    | 4,07 %    | 2 / 43    |

### Élections constituantes
| Année | Voix    | %      | Rang | Sièges  |
| ----- | ------- | ------ | ---- | ------- |
| 2021  | 254 684 | 4,46 % | 8e   | 5 / 155 |
| 2023  | 471 634 | 4,67 % | 8e   | 1 / 51  |

### Élections gouvernorales
| Année | Premier tour | Premier tour | Deuxième tour    | Deuxième tour    | Gouverneurs |
| Année | Voix         | %            | Voix             | %                | Gouverneurs |
| ----- | ------------ | ------------ | ---------------- | ---------------- | ----------- |
| 2021  | 444 888      | 7,32 %       | Pas de candidats | Pas de candidats | 0 / 16      |

### Élections régionales
| Année | Voix    | %      | Rang | Sièges  | +/-    |
| ----- | ------- | ------ | ---- | ------- | ------ |
| 2017  | 237 857 | 4,09 % | 1er  | 5 / 278 | Stable |

### Élections municipales
| Année | Maires           | Maires           | Maires           | Conseillers municipaux | Conseillers municipaux | Conseillers municipaux |
| Année | Voix             | %                | Élus             | Voix                   | %                      | Élus                   |
| ----- | ---------------- | ---------------- | ---------------- | ---------------------- | ---------------------- | ---------------------- |
| 2016  | Pas de candidats | Pas de candidats | Pas de candidats | 150 764                | 3,32 %                 | 38 / 2240              |
| 2021  | 58 817           | 0,93 %           | 1 / 345          | 294 306                | 4,83 %                 | 61 / 2240              |